# Fastighetsanställdas förbund
Fastighetsanställdas förbund, Fastighets, är ett fackförbund inom LO.
Förbundet har medlemmar främst inom bostadsföretag med yrken som städare, fastighetsskötare, kvartersvärd, elektriker och vvs-arbetare. För att värva nya medlemmar har Fastighetsanställdas förbund ett antal agitationssamordnare och informationsblad:
- Tärningen är kastad, 36 argument för medlemskap i Fastighets.
- Frågor och svar på arbetsplatsen
- Stoppa skurkarna - om åtgärder mot fiffel och fusk i städ- och fastighetsbranscherna

## Organiserade yrkesgrupper
Förbundet organiserar anställda inom fastighetsbranschen, fönsterputsningsfirmor, idrottsplatser, städningsfirmor och entreprenörföretag.

## Historia
Malmö värmeskötare- och gårdskarlsförening var den första fackföreningen inom yrkesområdet och den bildades i Malmö 1918. Bland de statsanställda fanns Statens vaktmästares förening sedan 1905, men de privatanställda fastighetsskötarna saknade fackförbund. Efterhand bildades lokala fackföreningar och LO önskade att de skulle ansluta sig till Svenska transportarbetareförbundet. Men avgifterna där ansågs för höga.
- 1936 kallade Stockholms fastighetsarbetareförening till en kongress där Svenska fastighetsarbetareförbundet bildades. På kongressen deltog tio avdelningar som representerade 2700 medlemmar. Förste ordförande blev Tage Olsson.
- 1937 hade antalet medlemmar ökat till 3600.
- 1944 var medlemsantalet 8500
- 1951 var förbundet i storkonflikt som varade i 72 dagar.
- 1964 hade förbundet 30200 medlemmar.
- 1966 namnändring till Fastighetsanställdas förbund
- 1980 hade förbundet 38249 medlemmar, varav 17290 män och 20959 kvinnor. [5]

## Anslutning av svartarbetande
Fastighets uppskattar att det finns cirka 4000 utländska personer som befinner sig illegalt i landet och försörjer sig genom att svartarbeta som städare. Fastighets menar att dessa borde få bli medlemmar i LO-fackförbund trots att de arbetar svart och saknar arbetstillstånd.